# Helios (satélite)

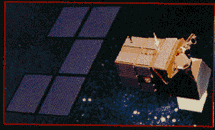
Helios-1

Helios es el nombre de un programa multinacional (impulsado por Francia) de satélites militares de teledetección. Cuenta con dos generaciones, con un total de 4 satélites. Además de Francia, participan también España a través del Instituto Nacional de Técnica Aeroespacial, Italia, Grecia y Bélgica.

## Primera Generación
El primer satélite, Helios 1A, fue lanzado en julio de 1995, con capacidad de visión en días claros. El Helios 1B, fue lanzado en diciembre de 1999, pero desde 2004 se encuentra fuera de servicio por diversos fallos.

## Segunda Generación
En el programa Helios 2, cuyo coste asciende a 1.800 millones de euros, participan cinco países:
- Francia, líder del proyecto (90%)
- Bélgica, Grecia, Italia y España (2,5% cada uno).

Consta de dos satélites: Helios 2A y Helios 2B. Helios 2A fue lanzado el 18 de diciembre de 2004 a bordo de un cohete Ariane 5 de la Guayana Francesa. Helios 2B se lanzó cinco años después, el 18 de diciembre de 2009, llevado también por un Ariane 5. Los dos satélites son idénticos y orbitan a una altitud de 700 km. Llevan un instrumento infrarrojo visible y térmico de alta resolución construido por Thales con una resolución de 35 cm, y un instrumento de resolución media construido por Airbus. Los satélites, que pesan 4.200 kilogramos, fueron construidos por la multinacional europea EADS Astrium con la participación de otras empresas como: EADS CASA Espacio, Iberespacio, Indra,  INSA, GMV, GTD, Mier Comunicaciones, Rymsa, SENER y Thales Alenia Space España.